# Université de Coventry
L'université de Coventry (en anglais : Coventry University) est une université britannique dite post-1992 située à Coventry en Angleterre, Royaume-Uni. L'université, qui accueille environ 17 000 étudiants se démarque particulièrement dans le domaine de l'ingéniérie et du design automobile. 

## Histoire
L'histoire de l'université de Coventry remonte jusqu'en 1843 avec la création du Coventry College of Design. En 1970, le Coventry College of Art, le Lanchester College of Technology et le Rugby College of Engineering Technology ont fusionné pour former le Lanchester Polytechnic, en hommage au pionnier anglais de l'automobile, Frederick Lanchester. En 1987, l'établissement a été renommé en Coventry College of Design et en 1992, à la suite du Further and Higher Education Act, il s'est vu accorder le statut d'université et pris le nom définitif de Coventry University (université de Coventry).

## Ranking
En mai 2015, l'université de Coventry a été classé dans le top 15 des meilleures universités du Royaume-Uni dans la University League Table du The Guardian 2016. Elle détrône ainsi des universités du Russell Group du calibre de l'université de Birmingham, l'université de Glasgow, l'université de Bristol, l'University College de Londres.  
Dans la même année, l'université de Coventry gagne le titre comme 'Université moderne de l'année 2016'  par le Times and Sunday Times Good University Guide 2016. L'université avait déjà remporté ce prix lors des deux dernières années. 
Le 27 novembre 2015, l'université de Coventry reçoit le prestigieux prix de 'meilleure université de l'année 2015' par le Times Higher Education magazine.

## Campus

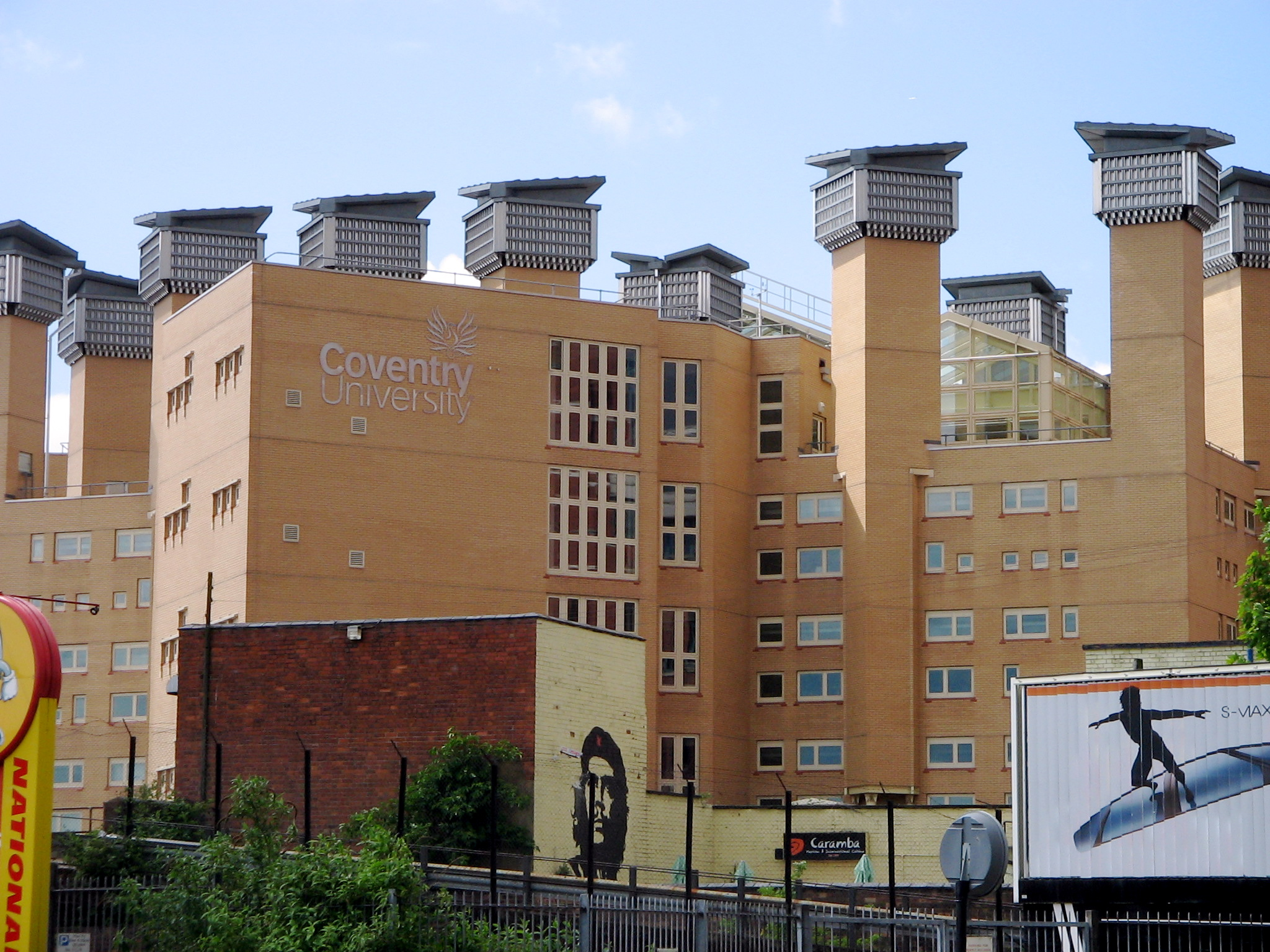
Coventry University Library

Le campus de l'université se trouve à l'est du centre-ville de Coventry, qui peut ainsi s'enorgueillir de la présence d'une bibliothèque universitaire à l'architecture parmi les plus innovantes du Royaume-Uni. L'université, qui accueille environ 17 000 étudiants se démarque particulièrement dans le domaine de l'ingéniérie et du design automobile.

## Symbole
Le logo de l'université représente un phénix. Cet oiseau mythique au plumage fabuleux est censé vivre environ 500 ans puis se donne la mort en mettant le feu à son nid. Une fois le nid et l'oiseau brulé, un nouveau phénix renaît des cendres pour un nouveau cycle de 500 ans. Cette renaissance symbolise la reconstruction de la ville de Coventry, très largement endommagée par les bombardements de la Seconde Guerre mondiale. La ville de Coventry fut la deuxième plus bombardée durant le Blitz après Londres.